# آدریان آنوش
آدریان آنوش (مجاری: Annus Adrián؛ زادهٔ ۲۸ ژوئن ۱۹۷۳) ورزشکار پرتاب چکش اهل مجارستان است.